# Peugeot 305
El Peugeot 305 es un automóvil del segmento C producido por el fabricante francés Peugeot desde 1977 hasta 1989.

## Orígenes
A mediados de la década de 1970, la prensa especializada especuló con la idea de que un nuevo modelo de Peugeot no tardaría en llegar, dada la necesidad de actualizar la marca y en un intento de hacerla internacionalmente más atractiva. Por ese entonces se acababa de finalizar la producción del Peugeot 404, por lo que se pensó que un eventual nuevo modelo estaría destinado a llenar el vacío que dejaba el 404, entre los Peugeot 304 y Peugeot 504.
Habría sido natural que el nuevo modelo de la marca francesa fuese denominado "405" ya que, si bien fue desarrollado a partir de utilizar el tren de rodaje del 304, en términos de tamaño y precio era el sucesor del 404, especialmente considerando que el modelo superior de la nueva gama costaría más que el nivel básico del modelo 504 y que el 304 se mantuvo en producción por un tiempo después de que el nuevo automóvil fuera presentado. Finalmente, en lugar de ser llamado 405, su denominación fue «305». Cuando éste fue lanzado en noviembre de 1977, la prensa especializada inicialmente estaba confundida y se preguntaba por qué se llamaba 305 en lugar de 405, pero a la postre el modelo fue bien posicionado.

## Historia
El Peugeot 305 salió a la venta en Europa en 1977, e inicialmente estaba disponible solo como sedán de cuatro puertas y con dos motores: un 1290 cc, que daba una potencia de 65 CV (48 kW), montado en las versiones GL y GR; o un 1472 cc de 75 CV (55 kW) de potencia para la versión SR (tope de gama después de la reestilización). El 305 fue el primero de la generación «X05» de Peugeot, generación que acabó en 1993 con el final de la producción del Peugeot 605. 

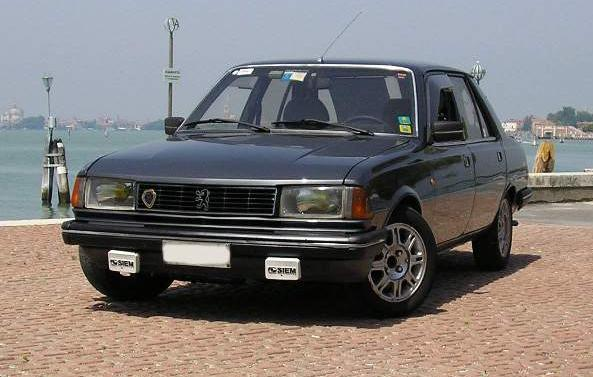
Peugeot 305 1.6-SR

A pesar de tener motores muy pequeños, la caja de cambios en todas las versiones del 305 tenía una precisión exacta y unos cambios más ligeros. Aun no teniendo quinta marcha, las cuatro restantes sacaban el máximo provecho a la potencia del 305. Según fuentes oficiales, el automóvil no tenía problemas en llegar a los 153 km/h si se pisaba el acelerador al máximo.
El 305 compitió directamente con otros modelos europeos del segmento C como el Ford Escort, Volkswagen Golf y el Opel Kadett, aunque realmente de tamaño se asemejaba más al de modelos del segmento D como el Ford Taunus o el Opel Ascona. Los nuevos motores fueron tres de gasolina de 1.3, 1.5 y 1.6 litros y uno diésel de 1.6 litros. Después del lavado de cara, se añadieron dos nuevos motores, de 1.9, tanto para gasolina como para diésel (este último denominado XUD, que más tarde montaría el Talbot Horizon).
La reestilización del 305 llegó en 1982. Se cambió el frontal, se incorporaron nuevas y mejores suspensiones delanteras, se mejoró la dirección, se cambió la instrumentación y se modificó la capacidad del capó para albergar la nueva generación de motores XU de cinco velocidades, aunque los GL/GR y la versión furgoneta siguieron montando los XL/XR de cuatro velocidades. 

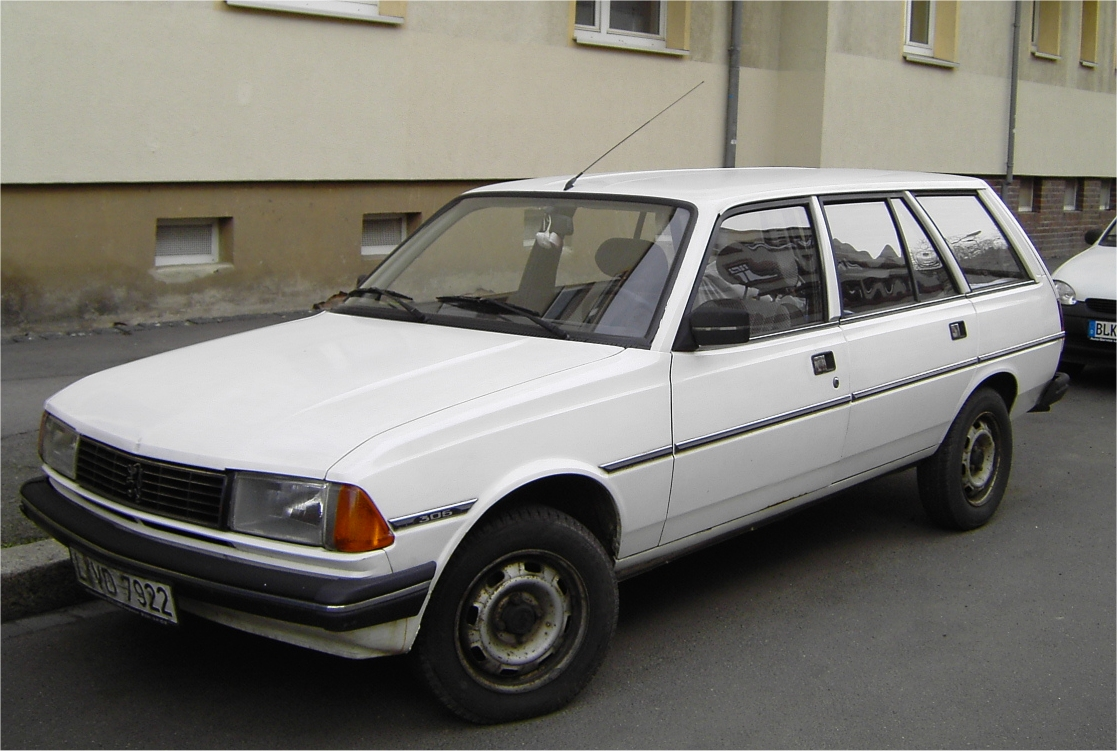
Peugeot 305 serie 2 familiar.

Las ventas del 305 fueron muy buenas en Francia y en la mayoría de países europeos donde fue comercializado. Estas cifras podrían haber sido aún mejores de no ser por el lanzamiento del 309 en 1986, un modelo originalmente diseñado para Talbot y que acabó siendo adoptado por Peugeot, pero al ser de tamaño parecido le quitó volumen de ventas al 305, siendo en la práctica su sustituto hasta en lanzamiento del 309 a mediados de los años 80.
La producción de las versiones sedán finalizó en 1989 tras el lanzamiento del 405, el cual era más grande y más potente. Los modelos con carrocería familiar dejaron de fabricarse en 1989 y la versión furgoneta siguió en producción durante unos pocos años más. 
El motor diésel de después de la reestilización fue el mejor motor en la gama haciendo del 305 un automóvil muy económico para su tamaño. Fue considerado como el mejor diésel de su época, siendo un motor muy fiable.[cita requerida] Los 305 equipados con ese motor fueron capaces de llegar a los 482.000 kilómetros sin ningún tipo de avería.[cita requerida]

## Carrocería
La carrocería fue diseñada por el carrocero italiano Pininfarina y era completamente nueva. Se trataba de una monocasco de acero que recordaba al BMW E21. El diseño está basado en el Peugeot VSS, prototipo de vehículo seguro, que Peugeot creó para mejorar la seguridad en los automóviles. Esto se traduce en: nuevas zonas de impacto, tanto delanteras como traseras, protección para impactos laterales, y un tanque de depósito más protegido. 
Estaba disponible en tres tipos de carrocerías: sedán de cuatro puertas, familiar de cinco puertas y furgoneta de tres puertas.

## Suspensión
El 305 marcó el debut de las nuevas suspensiones traseras de Peugeot, que más tarde serían incluidas en los modelos siguientes. Son totalmente independientes con resortes helicoidales y brazos horizontales. Su relación de compresión era de 9:2:1.